# Ostatge letal
Ostatge letal (títol original en anglès, Rogue Hostage) és una pel·lícula de thriller d'acció estatunidenca del 2021 dirigida per Jon Keeyes protagonitzada per Tyrese Gibson amb John Malkovich, Michael Jai White i Christopher Backus. Es va estrenar als Estats Units l'11 de juny de 2021 a càrrec de Vertical Entertainment i Redbox Entertainment. S'ha doblat i subtitulat al català.